# Bouanri
Bouanri ist eine Stadt und ein Arrondissement im Departement Borgou im westafrikanischen Staat Benin. Es ist eine Verwaltungseinheit, die der Gerichtsbarkeit der Kommune Bembèrèkè untersteht. Die Stadt Bembèrèkè ist in südlicher Richtung über die RNIE2 zu erreichen, in nördlicher Richtung führt die Fernstraße direkt in das Département Alibori und die Kommune Gogounou.

## Demografie und Verwaltung
Gemäß der Volkszählung 2013 des beninischen Statistikamtes INSAE hatte das Arrondissement 30.098 Einwohner, davon waren 15.052 männlich und 15.046 weiblich.
Von den 58 Dörfern und Quartieren der Kommune Bembèrèkè entfallen elf auf Bouanri:
1. Boro
2. Bouanri-Gourou
3. Bouanri-Songoura
4. Bouanri-Maro
5. Gando-Borou
6. Gbérou-Daba
7. Guéra-N’kali
8. Guéra-N’kali-Tassi
9. Kassarou
10. Sissigourou
11. Témé